# Grega Lang
Grega Lang (* 16. März 1981) ist ein ehemaliger slowenischer Skispringer.
Lang, der für den NSK Trzic Trifix startet, sprang sein erstes Weltcup-Springen am 1. Januar 1997 im Rahmen der Vierschanzentournee 1996/97 in Garmisch-Partenkirchen. Er verpasste wie auch in den folgenden Springen der Saison 1996/97 die Punkteränge deutlich. Bei der Junioren-Weltmeisterschaft 1997 im kanadischen Canmore gewann er mit dem Slowenischen Team die Goldmedaille. Ein Jahr später konnte er beim Weltcup in Kuopio mit Platz 29 erstmals in die Punkteränge springen. Es sollte jedoch für vier Jahre das einzige Mal gewesen sein, wo ihm dies gelang. Bei der Skiflug-Weltmeisterschaft 2000 in Vikersund kam er auf den 39. Platz. Nachdem er im Weltcup erfolglos geblieben war, startete er ab Dezember 2001 überwiegend im Continental Cup (COC). Am 26. Januar 2002 gelang ihm in Sapporo noch einmal ein Punktgewinn im Weltcup. Trotz des nur einen Punktes lag er am Ende mit Platz 88. auf dem höchsten Platz in der Weltcup-Gesamtwertung in seiner Karriere. Im Skisprung-Continental-Cup konnte er in den letzten zwei Jahren seiner Karriere noch mehrere Top-20-Platzierungen erreichen, darunter zwei siebente Plätze in Velenje (2002) und Westby (2003). Nach dem Springen in Ruhpolding am 2. März 2003 beendete er seine aktive Skisprungkarriere.

## Erfolge

### Continental-Cup-Siege im Einzel
| Nr. | Datum            | Ort       | Typ         |
| --- | ---------------- | --------- | ----------- |
| 1.  | 21. Februar 1998 | Willingen | Großschanze |